# Erich Fried
Erich Fried (Viena, 6 de maig de 1921-Baden-Baden, 22 de novembre de 1988) va ser un poeta, traductor i assagista austríac de procedència jueva. Es considerava ateu i antisionista.

## Distincions
- 1973 Würdigungspreis für Literatur 1972, Viena
- 1977 Prix International des Editeurs
- 1980 Premi de Literatura de la Ciutat de Viena
- 1983 Premi de Literatura de la Ciutat de Bremen
- 1985 Goldenes Ehrenzeichen für Verdienste um das Land Wien
- 1986 Österreichischer Staatspreises für Verdienste um die österreichische Kultur im Ausland
- 1986 Carl-von-Ossietzky-Medaille, Berlín
- 1987 Clau dorada de la ciutat de Smederevo
- 1987 Georg-Büchner-Preis, Darmstadt

## Obres
- Blutiger Freitag, 1929
- Judas Weg, ca. 1943
- Deutschland, 1944
- Österreich, 1945
- Drei Gebete aus London, 1945
- Nacht in London, 1946
- Gedichte, 1958
- Ein Soldat und ein Mädchen, 1960 (l'única novel·la)
- Izanagi und Izanami, 1960 (peça radiofònica)
- Die Expedition, 1962
- Reich der Steine, 1963
- Warngedichte, 1964
- Überlegungen, 1964
- Kinder und Narren, 1965 (contes)
- und Vietnam und, 1966
- Indizienbeweise, 1966 (peça radiofònica)
- Anfechtungen, 1967
- Zeitfragen, 1968
- Befreiung von der Flucht, 1968
- Die Beine der größeren Lügen, 1969
- Unter Nebenfeinden, 1970
- Die Freiheit den Mund aufzumachen, 1972
- Neue Naturdichtung, 1972
- Höre, Israel, 1974 (assaig)
- Gegengifte, 1974
- So kam ich unter die Deutschen, 1977
- 100 Gedichte ohne Vaterland, 1978
- Liebesgedichte, 1979
- Lebensschatten, 1981
- Das Nahe suchen, 1982
- Es ist was es ist, 1983
- Angst und Trost. Erzählungen und Gedichte über Juden und Nazis, 1983
- Beunruhigungen, 1984
- Um Klarheit, 1985
- Von Bis nach Seit, 1985
- Mitunter sogar Lachen, 1986